# Arboridia hussaini
Arboridia hussaini är en insektsart som först beskrevs av Ghauri 1963.  Arboridia hussaini ingår i släktet Arboridia och familjen dvärgstritar.
Artens utbredningsområde är Irak. Inga underarter finns listade i Catalogue of Life.